# Opaka (obchtina)
Pour les articles homonymes, voir Opaka.
Opaka (bulgare : Опака) est une obchtina de l'oblast de Targovichté en Bulgarie.